# 愛す
「愛す」（ブス）は、クリープハイプのメジャー12枚目のシングル。2020年1月22日にユニバーサルミュージックジャパンより発売された。

## 概要
前作「イト」以来2年9ヶ月ぶりのリリースとなる。
尾崎世界観は表題曲を制作した意図ついて、「（現メンバーでの活動開始から）10年という節目のタイミングで原点に立ち返るのではなく、まだ僕たちの音楽が届いていないところに届けたかった」としており、今までにないアレンジへの挑戦が試みられている。
また、曲名の読み方でもあり、歌詞にも度々登場する「ブス」というキーワードについて、「その言葉が持つシビアさに迷いもあったんですけど、メロディにもハマったので入れようと決意しました。ネガティブな言葉に対して、『こういうことを言う人がいるから傷つく』とか『そんなこと言わなくてもいいのに』と、嫌悪感を抱く人もいるかもしれない。でも、“逆に”が成り立つ関係性を見つめたかったんです。」と語っている。
カップリング曲の「キケンナアソビ」はフジテレビのお笑いバラエティ番組『ウケメン』のエンディングテーマ。

## アートワーク・パッケージ
シングルのアートワークは映像作家のTAO TAJIMAが担当した。初回限定盤にはDVD『2019年11月16日』が同梱される。DVDには2019年11月16日に下北沢CLUB Queで行われたライブより厳選した10曲のライブ映像と、メンバーが現メンバーでの活動開始からの10年間を振り返るドキュメンタリーが収録されている。

## ミュージックビデオ
ミュージックビデオは、NHK「みんなのうた」で2018年2月・3月のうたとして放送された「おばけでいいからはやくきて」（アルバム『泣きたくなるほど嬉しい日々に』収録）のアニメーションを製作したAC部が手掛けており、『ベイビーメイビー』というタイトルのSFアニメの体裁となっている。

## 収録曲
CD
| 全作詞・作曲: 尾崎世界観。 |                    |            |            |          |      |
| #                          | タイトル           | 作詞       | 作曲・編曲 | 編曲     | 時間 |
| 1.                         | 「愛す」           | 尾崎世界観 | 尾崎世界観 | 村瀬和広 | 4:16 |
| 2.                         | 「キケンナアソビ」 | 尾崎世界観 | 尾崎世界観 |          | 3:59 |

DVD『2019年11月16日』（初回限定盤のみ）
1. 鬼
2. けだものだもの
3. グレーマンのせいにする
4. ボーイズENDガールズ
5. クリープ
6. 5％
7. イノチミジカシコイセヨオトメ
8. 私を束ねて
9. 身も蓋もない水槽
10. 二十九、三十